# Tom Glynn-Carney

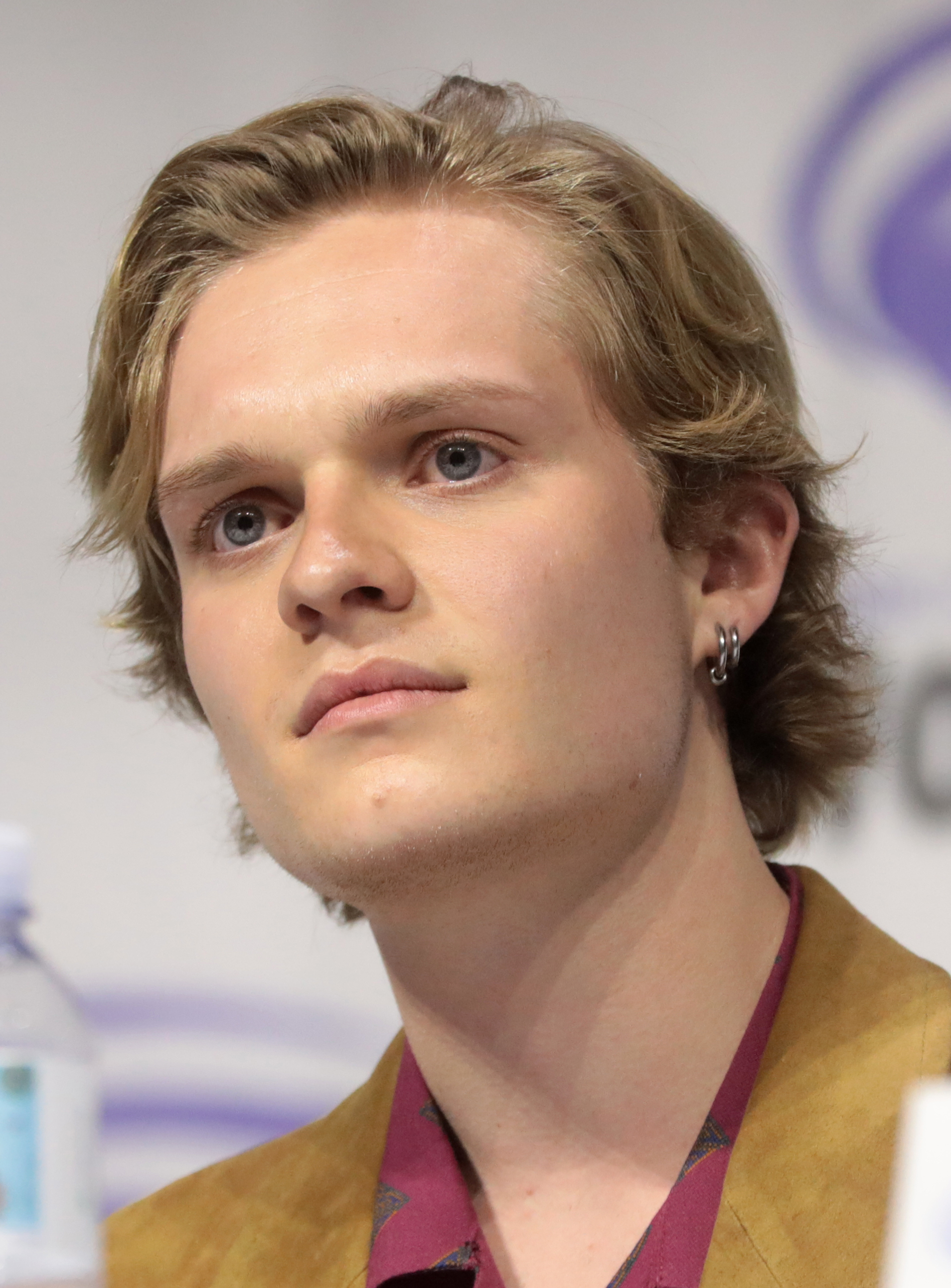
Tom Glynn-Carney (2019)

Tom Glynn-Carney (* 7. Februar 1995 in England) ist ein britischer Schauspieler.

## Biografie
Glynn-Carney wurde in eine Familie von Amateur-Theaterschauspielern geboren und kam daher schon früh in Kontakt zur Bühne. Er machte 2016 seinen Abschluss an der Schauspielschule Guildhall School of Music and Drama und trat in professionellen Bühnenadaptionen von Macbeth und Peter Pan auf. 2017 spielte er unter Regie von Sam Mendes am Royal Court Theatre in dem Stück The Ferryman über den irischen Unabhängigkeitskampf.
Seine Karriere vor der Kamera begann 2013 mit einer Gastrolle in zwei Folgen der Serie Casualty. 2017 folgte sein Kinodebüt in Christopher Nolans für acht Oscars nominiertem Film Dunkirk, in dem er einen Jugendlichen spielt, der mit seinem Vater auf einem kleinen Boot in das Kriegsgefecht fährt. Im selben Jahr war er außerdem in sechs Folgen der BBC-Serie The Last Post zu sehen. 2019 verkörperte er einen jungen Komponisten in der Tolkien-Filmbiografie Tolkien sowie die historische Figur des Henry Percy in dem Historiendrama The King.
Seit Oktober 2022 spielt er Aegon Targaryen in der Serie House of the Dragon ab der achten Folge der ersten Staffel.

## Filmografie
- 2013: Casualty (Fernsehserie, 2 Folgen)
- 2017: Dunkirk
- 2017: The Last Post (Fernsehserie, 6 Folgen)
- 2018: Doing Money (Fernsehfilm)
- 2019: Tolkien
- 2019: The King
- 2019: Rialto
- 2019: Stilts (Kurzfilm)
- 2021: Domina (Fernsehserie)
- seit 2022: House of the Dragon (Fernsehserie)
- seit 2022: SAS: Rogue Heroes (Fernsehserie)